# 小行星3227
小行星3227（3227 Hasegawa）是一颗围绕太阳公转的小行星。1928年2月24日，卡爾·威廉·萊茵姆特在海德堡发现了此天体。
該小行星以日本天文學家長谷川一郎命名。
这颗小行星的绝对星等为331.76459等。